# Goodbye Rockefeller
Goodbye Rockefeller – komedia obyczajowa dla młodzieży w reżyserii Waldemara Szarka. Film jest kontynuacją filmu Mów mi Rockefeller. Oprócz wersji filmowej powstał również 13-odcinkowy serial telewizyjny pt. Żegnaj Rockefeller.

## Fabuła
Nieuczciwy biznesmen, Jacek Namolny oraz jego współpracownicy Matros i Dzięcioł, chcą założyć na terenach obok Młodych Juch składowisko odpadów przemysłowych sprowadzanych z Zachodu. Powiększa swoje tereny kosztem działek mieszkańców tej wsi. Chce zmusić właściciela jednej z nich, Malinowskiego, bezrobotnego ojca Bączka i Misia, do sprzedaży gruntu. Gdy Malinowski się nie zgadza, Namolny postanawia nakłonić go do tego szantażem, porywając jego córkę, Anetę.

## Obsada aktorska
- Bartek Malinowski – Kamil Gewartowski (głos – Agata Kulesza)
- Aneta Malinowska – Paulina Heromińska (głos – Agnieszka Kotlarska)
- Michał Malinowski – Dominik Łoś
- Julia Kuczmańska, dziewczyna Michała – Jolanta Fraszyńska
- Jacek Namolny – Piotr Fronczewski
- Malinowska – Magdalena Zawadzka
- Malinowski – Marek Barbasiewicz
- Struś – Tomasz Preniasz-Struś

W pozostałych rolach
- Katarzyna Bargiełowska – kasjerka w banku
- Cezary Domagała – młody lekarz
- Ewa Gawryluk – Tamara
- Jerzy Łazewski – Piotrek Orłowski
- Magdalena Mikołajczak – dziennikarka przeprowadzająca na Okęciu wywiad z Namolnym
- Bronisław Pawlik – ksiądz
- Lech Sołuba – chłop
- Arkadiusz Bazak – policjant